# Jean-Bertrand Féraud
Pour les articles homonymes, voir Féraud.
 (mai 2019).
Si vous disposez d'ouvrages ou d'articles de référence ou si vous connaissez des sites web de qualité traitant du thème abordé ici, merci de compléter l'article en donnant les références utiles à sa vérifiabilité et en les liant à la section « Notes et références ».
Jean Bertrand Féraud, né le 3 août 1759 à Arreau (comté de Bigorre), mort assassiné le 1er prairial an III (20 mai 1795) à Paris dans l'enceinte de la Convention nationale, est un homme politique de la Révolution française.

## Origines familiales
L'acte de baptême de Jean-Bertrand Féraud n'est pas connu. Les registres paroissiaux d'Arreau font défaut entre 1758 et 1767. Son père Jean-Baptiste Féraud est notaire royal. Son frère Félix Féraud, également notaire, est secrétaire à l'assemblée des États d'Arreau en 1789. Son frère cadet Thomas Féraud, né à Arreau en 1770 et mort dans la même ville en 1840, est le père de François Féraud, homme politique du XIXe siècle et député des Hautes-Pyrénées au début de la Troisième République.

## Carrière politique
Membre de la Garde nationale de la vallée d'Aure, Jean-Bertrand Féraud est capitaine de la quatrième compagnie d'Arreau et participe à la Fête de la Fédération le 14 juillet 1790. 
La monarchie constitutionnelle, mise en place par la constitution du 3 septembre 1791, prend fin à l'issue de la journée du 10 août 1792 : les bataillons de fédérés bretons et marseillais et les insurgés des faubourgs de Paris prennent le palais des Tuileries. Louis XVI est destitué et incarcéré avec sa famille à la tour du Temple. 

### Mandat à la Convention
En septembre 1792, Jean-Bertrand Féraud est élu député du département des Hautes-Pyrénées, le cinquième sur six, à la Convention nationale.  

#### Sous la Convention girondine
Il siège sur les bancs de la Plaine. Entre le début de son mandat et le printemps 1793, il affiche des proximités avec la Gironde. En octobre 1792, il est élu suppléant du Comité des Pétitions et des Correspondances. Lors du procès de Louis XVI, il vote la mort et rejette l'appel au peuple et le sursis à l'exécution. En février 1793, il réclame que le ministre de la Justice, qui est alors Dominique Joseph Garat, engage des poursuites contre Jean-Paul Marat. Le 13 avril, il vote en faveur de sa mise en accusation : « Quand j'ai accepté mon mandat, j'ai juré entre les mains de mes commettants d'être aussi terrible contre les tyrans, que contre les faux patriotes [...] je vote le décret d'accusation avec le même courage  que j'ai voté la mort du tyran ». Marat le dénonce, un mois plus tard, dans son journal, comme « membre de la faction des hommes d’État ». Le 20 avril, il prend la défense des vingt-deux députés girondins dénoncés par la pétition des sections parisiennes.  

#### Le représentant en mission
Fin avril 1793, Jean-Bertrand Féraud est envoyé en mission auprès de l'armée des Pyrénées-Occidentales, aux côtés de Guillaume Chaudron-Rousseau, de Pierre-Anselme Garrau et de Claude-Alexandre Ysabeau. Il ne participe pas au scrutin sur le rétablissement de la Commission des Douze, et est absent de Paris lors des journées du 31 mai et du 2 juin. Il est rappelé à Paris en germinal an II (mars 1794). Il est félicité au terme de cette mission par les sociétés populaires de Bagnères-de-Bigorre et de Mauléon.  
Lors du 9 thermidor, Féraud est nommé, aux côtés de onze autres députés, membre de la force armée de Paris, sous le commandement de Paul Barras.  
Sous la Convention thermidorienne, Féraud est envoyé en mission en fructidor an II (septembre 1794), aux côtés d’Étienne Neveu auprès de l'armée du Rhin, et est rappelé en ventôse an III (mars 1795). En floréal an III (mai 1795), il est chargé, ainsi que ses collègues Paul Barras et Jean-Pascal Rouyer, de contrôler l'arrivage des subsistances dans Paris. 

## Assassinat

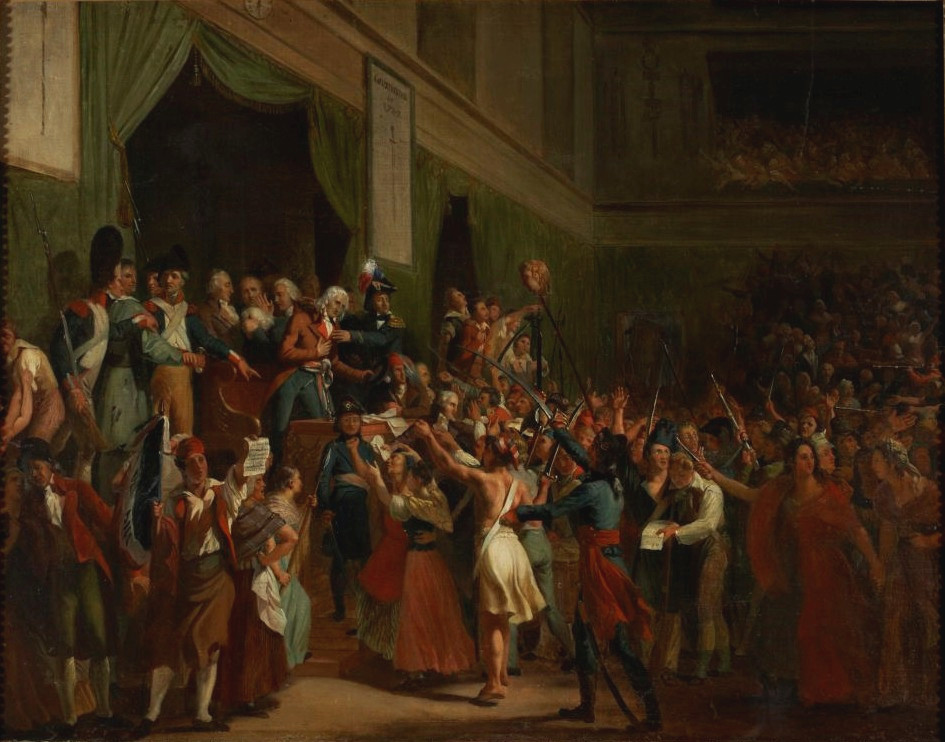
Boissy d'Anglas saluant la tête du député Féraud, par Charles Fournier des Ormes (musée de la Révolution française).

L'hiver et le printemps de l'an III sont marqués par la disette, par l'échec de l'insurrection du 12 germinal (1er avril 1795) et par la répression de la gauche de l'assemblée : les manifestants qui réclamaient l'application de la constitution de 1793 sont réprimés et dispersés ; les anciens membres du Comité de Salut public, Bertrand Barère, Jacques-Nicolas Billaud-Varenne et Jean-Marie Collot d'Herbois, sont déportés sur l'île d'Oléron. 
Au matin du 1er prairial (20 mai), la population des faubourgs Saint-Antoine et Saint-Marcel envahit de nouveau la Convention pour réclamer « du pain et la Constitution de l'an I ». Jean-Bertrand Féraud est assassiné en tentant d'empêcher les manifestants d'investir la Convention. Sa tête, placée au bout d'une pique, est présentée au président de la séance, François-Antoine Boissy-d'Anglas, qui se découvre devant elle et reprend la séance en refusant de céder aux revendications des insurgés.  
Jean-Baptiste Louvet (député girondin du Loiret) rend compte de l'évènement dans sa correspondance avec Mathieu Villenave et prononce le 14 prairial an III (le 2 juin 1795) l'éloge funèbre de Féraud.  
L'historien Albert Mathiez réfute l'idée selon laquelle Féraud aurait été pris pour son collègue et paronyme Louis Fréron et assassiné par méprise, idée notamment développée par d'anciens conventionnels Marc Antoine Baudot (député de Saône-et-Loire, Montagnard) ou Louis-Marie de La Révellière-Lépeaux (député du Maine-et-Loire, Gironde) dans leurs mémoires. Mathiez écrit que « Féraud était haï du peuple de Paris parce qu'il était chargé, avec Barras et Rouyer, du service du ravitaillement » et parce qu'il « avait tenu tête aux insurgés et s'était battu avec eux ».  

### Représentations
En septembre 1830, au début de la monarchie de Juillet, François Guizot, le ministre de l'Intérieur, organise un concours de peinture représentant la liberté et le courage des représentants du peuple. Plusieurs esquisses et tableaux reprennent l'évènement de l'insurrection du 1er prairial : Félix Auvray propose la toile Boissy d’Anglas salue la tête du Député Féraud à la Convention, aujourd'hui exposée au musée des Beaux-Arts de Valenciennes ; Charles Fournier des Ormes peint Boissy d'Anglas, président de la Convention, saluant la tête du député Féraud, toile conservée au musée de la Révolution française à Vizille (Isère) ; Nicolas Sébastien Maillot peint Boissy-d'Anglas à la Convention, toile conservée au musée des Beaux-Arts de Reims.